# Jan Vriends (auteur)
Jan Vriends (Helmond, 1970) is een Nederlands schrijver, tekenaar en muzikant.

## Strips
Vriends begon als professioneel stripmaker in 1994 bij het maandblad Webber. Daarin publiceerde hij "Wijk 13", "Hendrick Pickedick", "Zapp" en "De avonturen van Lex", een strip over een kroonprins. Van deze strip verscheen in 1997 het album De avonturen van Lex. Van 1995 tot 2006 maakte Vriends de strip "Lisa en Lola" voor het meidenblad Fancy. Het stripalbum Lisa en Lola verscheen in 2006. De strip "Janjaap" verscheen in tijdschrift Zone 5300, het Algemeen Dagblad en als vervolgstrip op internet. In 2003 gaf uitgeverij Bries de Janjaap-verhalen "De Pianist" en "Labyrint" en een dubbelalbum uit. Vriends publiceerde de strip "Cowboy John" in tijdschrift Zone 5300. In 2009 verscheen bij uitgeverij Zone5300/Stichting Rotown Magic het album Cowboy John. Hij tekende tussen 2005 en 2011 de strip "Hank Spencer" voor het maandblad Zo Zit Dat en vanaf 2007 tot op heden maakt hij wekelijks de strip "Roos" voor het weekblad Tina.

### Stripprijzen
- Op 9 juli 2022 ontving Vriends in Groningen de Stripschapprijs voor het beste jeugdalbum van het jaar 2021: Snotneus!. Het is het vijfde deel uit de serie 'Brugpieper Roos Vink'.
- Op 29 september 2024 ontving Vriends de Willy Vandersteenprijs in het Chassé Theater tijdens het Breda Stripfestival. Een jury uit de Nederlandse en Belgische stripwereld kozen zijn striproman De Kosmonaut tot beste stripverhaal van het jaar. Vriends kreeg een geldbedrag van 5.000 euro en een tekening van de vorige winnares Veerle Hilderbrandt.[1]

### Stripmaker des Vaderlands
Met ingang van 1 januari 2024 is Vriends drie jaar lang Stripmaker des Vaderlands.

## Muziek en theater
In 2001 won Vriends samen met Luc De Graaf het Deltion Cabaretfestival in Zwolle. Eerder dat jaar wonnen ze de "Zilveren Kabouter" op het Festival CabareteSKE in Eindhoven. Vriends schrijft Nederlandstalige liedjes. Zijn eerste cd Zo Mooi maakte hij in 2001 samen met pianist Joop Vos. Zijn tweede cd Jan Vriends speelt thuis zelf zijn liedjes maakte hij in 2007. Hij zong verder in de band "Tribute to Fatal Flowers". Dit project liep van april tot november 2014. Vriends treedt sinds 2012 maandelijks op met het improvisatie-cabaretgezelschap "Voorheen Slijterij De Graaf" in een café op de Markt in Helmond.

## Boeken
In 2010 verscheen bij uitgeverij Scriptum Hoe verzin je het? met als subtitel Zelf creatieve oplossingen vinden voor elke kwestie, waarin de door Vriends ontwikkelde methode wordt beschreven die lezers hun creatieve potentieel leert (her)ontdekken. In 2015 verscheen bij uitgeverij Vrijwerkers Jij kan alles, met als subtitel Welke wensen maak je waar?. Het is een persoonlijk lees- en werkboek dat de lezer/gebruiker helpt met het realiseren van plannen en wensen. In 2024 verscheen bij uitgeverij  Scratch Books De Kosmonaut. De hoofdpersoon in deze strip is ruimtevaarder Vladimir Vasiljevitsj. Door een technisch probleem moet hij een noodlanding maken in een onherbergzaam gebied.